# Weinberg im Burgenland
Weinberg im Burgenland (ungarisch Borhegy) ist ein Ortsteil, eine Ortschaft und eine Katastralgemeinde der Gemeinde Wiesfleck im Burgenland, Bezirk Oberwart, Österreich. Die Ortschaft hat 69 Einwohner (Stand 1. Jänner 2024). Weinberg im Burgenland war bis Ende 1970 eine eigenständige Gemeinde.
Die Ortschaft Weinberg im Burgenland besteht aus dem Dorf Oberweinberg und der Rotte Unterweinberg.

## Geschichte
1569 erfolgte die erste urkundliche Erwähnung. In Weinberg gibt es eine alte Wehranlage, die wahrscheinlich ein Vorwerk der Willersdorfer Burg war.
Der Ort gehörte bis 1921 zu Ungarn. Aufgrund der Magyarisierungspolitik wurde zwischen 1898 und 1921 der ungarische Ortsname Borhegy geführt.
Laut Adressbuch von Österreich waren im Jahr 1938 in der Ortsgemeinde Weinberg ein Gastwirt, ein Schuster, ein Trafikant und mehrere Landwirte ansässig.
Mit 1. Jänner 1971 wurden aufgrund des Gemeindestrukturverbesserungsgesetzes vom 1. September 1970 die zuvor selbständigen Gemeinden Schönherrn, Schreibersdorf, Weinberg im Burgenland und Wiesfleck zur Gemeinde Wiesfleck zusammengelegt.